# 小富士村 (大分県)
小富士村（こふじむら）は、大分県大野郡にあった村。現在の豊後大野市、竹田市の一部にあたる。

## 地理
大野川支流・白滝川、緒方川の間に位置していた。
- 山岳：小富士山[2]

## 歴史
- 1889年（明治22年）4月1日、町村制の施行により、大野郡小宛村、草深野村、寺原村、辻村、片ヶ瀬村が合併して村制施行し、小富士村が発足[1][2]。旧村名を継承した小宛、草深野、寺原、辻、片ヶ瀬の5大字を編成[2]。
- 1914年（大正3年）富士緒井路を開削[2]。
- 1924年（大正13年）富士緒電灯所開業し村内点灯[2]。
- 1938年（昭和13年）小富士電話所が小富士郵便局となる[2]。
- 1955年（昭和30年）1月1日、大野郡緒方町、長谷川村、上緒方村と合併し、緒方町が存続して廃止された[1][2]。

### 地名の由来
地内の小富士山による。

## 産業
- 農業